# Реккесвінт
Реккесвінт або Рецесвінт (Raikaswinþs; ? — 1 вересня 672) — король вестготів та свевів, Іспанії, Септиманії та Галеції у 649-672 роках. Зробив значний внесок у розвиток права.

## Життєпис
Син короля Гіндасвінта. Стосовно дати та місце народження відсутні дані. Про молоді роки замало відомостей. У 649 році став співволодарем 80-річного батька, що був королем з 641 року. Після смерті батька Гіндасвінта у 652 році (за іншими повідомленнями — 653 року), Реккесвінт став одноосібним правителем без проведення відповідних зборів.
Король не здійснював активної зовнішньої політики, приділяючи значну увагу розвитку ремесел та торгівлі. Водночас придушувалися повстання васконів. Найпотужнішим було на чолі із шляхтичем Фроя, що у 653 взяв облогу Сарагосу. Але Реккесвінту швидко вдалося придушити заворушення.
Із самого початку продовжив політику попередника, спираючись на єпископів свого королівства, зокрема на Євгенія і Ільдефонса, що були послідовно архієпископами Толедо. Подарував землі на північних схилах від сучасного міста Леон монастирю в Комплудо.
Задля налагодження порозуміння у аристократію та вищим духівництво король у 653, 655 та 656 роках збирав великі збори, але не зміг домогтися повного над ними контролю. Знать намагалася зберегти свій вплив та споконвічне обмеження влади вестготських королів.
Ще за правління з батьком Реккесвінт розпочав роботу над кодексом законів, які видав у 654 році. Отримав назву «Liber Iudicum» («Книга суддів» або відома також як Вестготська правда), що порушував традиції всіх попередніх кодексів (насамперед Бревіарія Аларіха) і був обов'язковий для всіх жителів Іспанії. В ньому поєдналися традиції римського права (переважно) й частково готського (германського) публічного права. При цьому скасовувалися норми, узяті з Старого Заповіту (обрізання, дотримання поста-кашрута), встановлювалася єдина дата святкування Великодня.
«Liber Iudicum» залишався кодексом християн Іспанії до XIII століття, коли він був частково включений до «Fuero Real» і в «Siete Partidas» короля Альфонсо X Мудрого.
Реккесвінт також сприяв реформі управління королівством і укладання збірки церковних канонів в «Hispana collectio». Завдяки цьому отримав повну підтримку католицької церкви, що допомагала тримати внутрішній мир у королівстві. У 661 році за наказом короля зведено церкву на честь святого Іоанна в Баньос-де-Серрато (сьогодні в провінції Паленсія). У 666 році у Меріді відбувся Синод Лузітанії, де місцеві єпископи надали підтримку Реккесвінту.
Помер у 672 році у містечку Гертіка (поблизу Вальядоліда. Владу успадкував Вамба.